# 複方蒿甲醚
複方蒿甲醚（英語：Artemether/lumefantrine，亦稱為蒿甲醚/苯芴醇），以Coartem等商品名稱於市面上銷售，是兩種抗瘧藥 - 蒿甲醚和苯芴醇 - 合組而成的複方藥，用於治療氯化奎寧難以發揮作用的惡性瘧原蟲感染。此藥物通常不作預防瘧疾用途，給藥方式為口服。
使用後常見的副作用有肌肉痛和關節痛、發燒、食慾不振和頭痛。嚴重的副作用有QT間期延長。個體在懷孕期間使用對於胎兒似乎安全，但迄今尚未有充分的研究，使用時須謹慎。對於患有輕度或中度腎臟或肝臟問題的患者，無需改變劑量。
本複方製劑於中國開發，在1992年進入醫療用途。它已被列入世界衛生組織基本藥物清單之中。市面上尚無通用名藥物流通。

## 醫療用途
此複方製劑是種有效，且人體耐受性良好的治療瘧疾藥物，縱然在有多重抗藥性的瘧疾感染地區也有很高的治癒率。
黃花蒿為菊科蒿屬植物。其地上部分乾燥後成為為中藥"青蒿"。有關青蒿最早被描述的使用記錄可追溯到公元前168年（漢朝），所發掘的漢代古墓中有資料提到該植物可用於治療52種疾病。青蒿於公元1086年（宋朝）在中國藥學大全中被推薦用於治療發燒和寒顫。中國政府在越南戰爭期間進行系統性研究，從傳統中藥中尋找抗瘧疾療法以協助越南民主共和國（北越）軍隊，並於1972年確定其中的青蒿素是有效抗瘧劑。參與此項研究工作的中國藥界研究人士屠呦呦因此於2015年10月5日與威廉·C·坎貝爾、大村智共同被頒授該年度諾貝爾生理學或醫學獎，以表彰"三人發展出針對一些最具毀滅性的寄生蟲疾病具有革命性作用的療法"。青蒿素由青蒿萃取而得，其衍生物 - 蒿甲醚 - 的作用迅速，能快速殺死瘧原蟲，每次作用都能減少將近一萬倍的瘧疾寄生蟲。苯芴醇是複方蒿甲醚的另一活性成分，作用時間較長，可將蒿甲醚在患者體內清除過後，再將殘留的100-100,000個寄生蟲消除，而能最大限度減少瘧疾復發的風險。

## 副作用
此藥物會引起過敏性休克，經常會引起頭痛、頭暈和厭食症，但症狀在大多數情況下屬於輕微。其他相當常見的副作用（超過3%的使用者）有睡眠障礙、耳鳴、震顫、心悸，以及眩暈、消化道疾病、搔癢和普通感冒（又稱急性鼻咽炎）等非特異性反應。

## 特定群體

### 懷孕
懷孕初期（前三個月）的個體應避免使用本藥（除非無其他可替代藥物）。懷孕中期及後期使用本藥時，應謹慎評估其對胎兒的潛在風險。

### 母乳哺育
美國疾病管制與預防中心（CDC）建議：體重達5公斤以上的嬰兒，其母親在哺乳期間使用本藥物，一般被認為屬於安全。但對於體重未達5公斤的嬰兒，其安全性尚未確定。

### 年長者
對於老年患者，一般不需要採取特殊的預防措施或調整劑量。

## 與食物及藥物交互作用
食物，特別是脂肪，可增強此藥物的吸收，建議患者在進餐時同時服用藥物。複方蒿甲醚有可能造成藥物導致QT間期延長，因此與具有同樣特性的藥物合用，可能會導致心律不整，而發生致命的心室顫動。與另一抗瘧藥物鹵泛群合用，導致的QT間期延長可能會危及患者的性命。影響肝臟細胞色素CYP3A4活性的藥物和物質（包括葡萄柚汁）可能會增加或降低此藥物在使用者血液中的濃度，取決於藥物/物質的種類，而會導致更嚴重的副作用或是降低藥物療效。

## 歷史
此藥物是第一種符合世界衛生組織 (WHO) 有效性、安全性及品質預先資格標準的固定劑量青蒿素聯合療法，於2001年被核准作醫療用途。它已獲得全球80多個國家監管機構批准，包括非洲各國、瑞士醫療產品署（Swissmedic）、歐洲藥品管理局（EMA）及美國食品藥物管理局（FDA）。

## 社會與文化

### 藥物供應
由諾華製藥生產的複方蒿甲醚（商品名稱：Coartem）係透過抗擊愛滋病、結核病和瘧疾全球基金、美國總統抗瘧疾倡議以及其他捐助者的贈款購置，無償提供給開發中國家的患者使用。
諾華製藥於2009表示得益與該公司利用規模經濟擴充生產，以及天然成分的青蒿素價格降低，該公司自2001年起至2009年間已降價三次。該公司稱自2001年以來已向超過45個瘧疾流行國家，以非營利價格提供超過2.5億劑Coartem，估計已拯救63萬患者的生命。

### 美國核准的適應症
FDA於2009年4月8日宣佈核准Coartem用於治療成人和體重至少5公斤（約11磅）的成人和兒童的急性、無併發症的瘧疾感染，成為首項在美國獲得核准的青蒿素聯合治療藥物。

### 甜味速溶片製劑
以往使用複方蒿甲醚的標準給藥方式為將藥片碾碎，再配以流體給病童服用。然而此法存在諸多不便，例如照顧者施行不便、病童不配合、藥物劑量損耗以及藥物苦味導致嘔吐等問題。
諾華和非營利機構瘧疾藥物風險投資公司 (簡稱MMV) 於2009年1月推出複方蒿甲醚速溶片（Coartem® Dispersible），這是一種專為患有瘧疾兒童開發的青蒿素聯合治療藥物。其與傳統複方蒿甲醚含有相同比例的蒿甲醚和苯芴醇，療效相同。這種帶有甜味的複方製劑使用少量的水即可迅速溶解，方便病童服用。